# Man singet mit Freuden vom Sieg
Man singet mit Freuden vom Sieg (BWV 149) ist eine Kirchenkantate von Johann Sebastian Bach. Er komponierte das Werk in Leipzig für Michaelmas (Michaelistag), den Gedenktag für den Erzengel Michael, und führte es erstmals am 29. September 1729 auf. Es ist die letzte seiner drei erhaltenen Kantaten für dieses Fest.
Christian Friedrich Henrici (auch als Picander bekannt) verfasste das Libretto der Kantate und veröffentlichte es 1728/29 in einem Zyklus von mehreren Kantatentexten. Das Libretto beginnt mit zwei Versen aus Psalm 118 und endet mit der dritten Strophe des Chorals Herzlich lieb hab ich dich, o Herr von Martin Schalling dem Jüngeren. Das Thema des Librettos entspricht den vorgeschriebenen Lesungen des Tages aus der Offenbarung des Johannes, wo Michael gegen den Drachen (der den Teufel, auch Satan genannt, darstellt) kämpft. Der Schlusschoral äußert die Bitte, der Herr möge sein „lieb Engelein“ die Seele des Gläubigen nach dessen Tod „in Abrahams Schoß tragen“ lassen und ihn, den Gläubigen, am Tag des Jüngsten Gerichts der Auferstehung des Fleisches teilhaftig werden lassen.
Die Kantate hat sieben Sätze und eine festliche Besetzung bestehend aus vier Gesangssolisten, vierstimmigem Chor und einem Orchester von drei Trompeten, Pauken, drei Oboen, Fagott, Streichern und Generalbass. Bach gewann die Musik des Eröffnungschors durch Bearbeitung des Schlusschors seiner als „Jagdkantate“ bezeichneten Kantate Was mir behagt, ist nur die muntre Jagd, BWV 208 von 1713.

## Geschichte
Johann Sebastian Bach komponierte die Kantate in Leipzig zum Fest des heiligen Michael (Michaelistag/Michaelmas), dies ist seine dritte und letzte erhaltene Kantate für dieses Fest; ein Fest, das für den Erzengel und alle Engel gefeiert wird. Die vorgeschriebenen Schriftlesungen den Michaelistag stammen aus der Offenbarung des Johannes (der Bericht, in dem Michael gegen den Drachen kämpft [Offenbarung 12, 7–12 ]) und aus dem Evangelium nach Matthäus (Der Himmel gehört den Kindern und die Engel sehen das Antlitz Gottes [Matthäus 18, 1–11 ]).
Der heilige Erzengel Michael nimmt in den Evangelikalismus, wie im Judentum, eine herausragende Stellung ein. John Eliot Gardiner, der im Jahr 2000 alle Kirchenkantaten Bachs auf der Bachkantaten-Wallfahrt dirigierte, stellt fest, dass der Sanctus, der zu Weihnachten 1724 in enger Beziehung zum Text Jesajas komponiert und später in Bachs h-Moll-Messe integriert wurde, die Bedeutung der Engel für Bachs Evangelikalismus widerspiegelt.
Das Libretto wurde von Christian Friedrich Henrici (auch bekannt als Picander) verfasst. Bach begann 1725 mit ihm zu arbeiten, sie arbeiteten insbesondere an der bekannten Matthäus-Passion zusammen. Picander schrieb seine Kantatentexte, darunter auch diesen, unter Berücksichtigung des Komponisten Bach. Der Dichter verwendete als ersten Satz zwei Verse aus Psalm 118 ((Psalm 118, 15–16 )) und als Schlusschor die dritte Strophe von Martin Schalling dem Jüngerens Hymne „Herzlich lieb hab ich dich, o Herr“. Der Bach-Gelehrte Klaus Hofmann stellt fest, dass Kampfszenen häufig in Kunst und Musik dargestellt wurden. In den Eröffnungszeilen eines Verses ist der Kampf Michaels gegen Satan bereits gewonnen. Satan wird nur im ersten Satz erwähnt. Ein Schwerpunkt der späteren Abfolge von abwechselnden Arien und Rezitativen liegt auf Schutzengeln, die als „heilige Wächter“ angesehen werden. Das Libretto erschien im Jahr 1728/29 seiner Sammlung Ernstschertzhaffte und satyrische Gedichte / Cantaten auf die Sonn- und Fest-Tage. Sie erschienen in vierteljährlichen Bänden, um der Gemeinde zu helfen, dem Text zu folgen.
Bach leitete den Thomanerchor in der Uraufführung der Kantate in Leipzig am 29. September, entweder 1728 oder 1729.

## Besetzung und Aufbau
Bach gliederte diese Kantate in sieben Sätzen und schrieb sie für vier Vokalsolisten (Sopran, Alt, Tenor und Bass), einen vierstimmigen Chor und ein Barockorchester mit drei Trompeten, Pauken, drei Oboen, zwei Violinen, Bratschen, einem Fagott, einer Violone (Vo) und dem Generalbass. Der Titel der Autogrammpartitur lautet: „J.N.J. Festo Michaelis. / Man singet mit Freuden etc. di I.S.Bach.“.
1. Chorus: Man singet mit Freuden vom Sieg
2. Arie: Kraft und Stärke sei gesungen
3. Rezitativ: Ich fürchte mich
4. Arie: Gottes Engel weichen nie
5. Rezitativ: Ich danke dir
6. Arie: Seid wachsam, ihr heiligen Wächter
7. Choral: Ach Herr, lass dein lieb Engelein.

## Musik
Bach stützte die Musik des Eröffnungschors Man singet mit Freuden vom Sieg auf den Schlusssatz seiner weltlichen Kantate Was mir behagt, ist nur die muntre Jagd (auch als Jagdkantate bekannt), die seine erste Kantate mit „modernen“ Rezitativen gewesen war sowie auf Arien vom Jahr 1713. Der polyphone Satz wird von Simon Crouch als „hochoktaniger Anfang“ beschrieben. John Eliot Gardiner merkt an, dass dieser Satz im Vergleich zu früheren Werken zum selben Anlass „eher festlich als kämpferisch“ ist. Bach überarbeitete den früheren Satz erheblich, um sich vom höfischen Musikkontext auf freudige Siegeslieder einzustellen: Er ersetzte zwei Hörner durch drei Trompeten und Pauken, transponierte die Musik von der F-Dur zur D-Dur und erweiterte sie „auf jeder Ebene“. Der Beginn nach einer anderen Fassung deutet darauf hin, dass die Idee, die alte Musik als Grundlage zu verwenden, nicht von Anfang an geplant war.
Die Bassarie Kraft und Stärke sei gesungen wird von zwei tiefen Instrumentalmelodien begleitet. Es untersucht den Konflikt zwischen Gott und Satan und enthält einen sehr aktiven Generalbass, das „die Wut des Kampfes“ darstellt. Die in der Offenbarung des Johannes erwähnte Bildsprache einer „großen Stimme“ verkündet das Lamm, „das Satan besiegt und verbannt hat“.
Ein kurzes Altrezitativ, Ich fürchte mich, wurde als „tonal instabil“ beschrieben.
Die Sopranarie Gottes Engel weichen nie ist lyrisch und tanzend. Die Streicherbegleitung verwendet parallele Terzen und große Sexte. Es ähnelt stilistisch einem Menuett und ist formal eine adaptierte ternäre Struktur.
Das Tenorrezitativ Ich danke dir endet mit einer aufsteigenden Phrase, die eine Bitte an den Himmel darstellen soll.
Die Duettarie für Alt und Tenor Seid wachsam, ihr heiligen Wächter verwendet ein Kanon und eine wiederholt unterbrochene Trittfrequenz. Seine Einführung wurde als „die athletischste der Fagottlinien“ beschrieben. Die Tenor- und Altstimmen wiederholen die erste Fagottfigur im Kanon.
Das Werk endet mit einer harmonisch komplexen vierteiligen Vertonung des Chors Ach, Herr, laß dein lieb Engelein. Es ist ein Gebet, einen Engel zu schicken, der die Seele in Abrahams Schoß trägt, und ein Versprechen, Gott auf ewig zu preisen. Bachs Vertonung ist bemerkenswert für seine letzten beiden Takte: Die Trompeten und Pauken erzeugen ein „prächtiges Klangfeuer“. Bach wählte die gleiche Strophe aus Schallings Choral, um seine Johannes-Passion in der ersten und letzten Fassung des Werks zu beenden.

## Aufnahmen
- Fritz Werner / Heinrich-Schütz-Chor Heilbronn / Pforzheim Chamber Orchestra. Les Grandes Cantates de J.S. Bach Vol. 17. 1964
- Wolfgang Gönnenwein / Süddeutscher Madrigalchor / Consortium Musicum. J. S. Bach: Cantatas BWV 126 & BWV 149. 1967
- Helmuth Rilling / Gächinger Kantorei Stuttgart / Bach-Collegium Stuttgart. Die Bach Kantate Vol. 32. 1984
- Pieter Jan Leusink / Holland Boys Choir / Netherlands Bach Collegium. Bach Edition Vol. 20 – Cantatas Vol. 9. 1999
- John Eliot Gardiner / Monteverdi Choir / Choir of Clare / Choir of Trinity College / English Baroque Soloists. Bach Cantatas Vol. 7: Ambronay / Bremen / For the 14th Sunday after Trinity / For the Feast of St Michael and All Angels. 2000
- Ton Koopman / Amsterdam Baroque Orchestra & Choir. J. S. Bach: Complete Cantatas Vol. 20. 2003
- Masaaki Suzuki / Bach Collegium Japan. J. S. Bach: Cantatas Vol. 50 – Man singet mit Freuden, Cantatas · 49 · 145 · 149 · 174 (Cantatas from Leipzig 1726–29). 2011